# Friedrichstraße 34

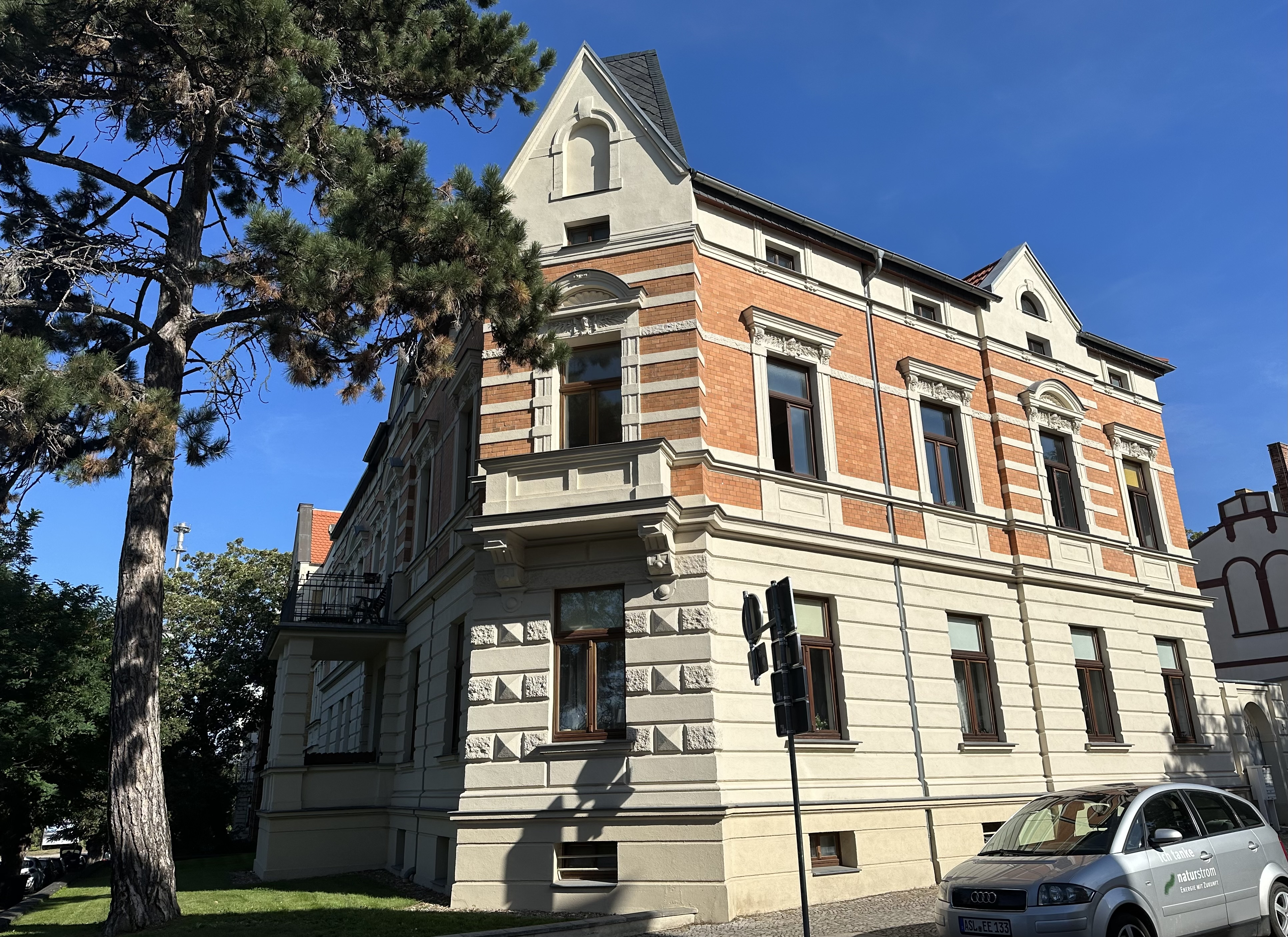
Friedrichstraße 34, 2023

Die Friedrichstraße 34 ist ein denkmalgeschütztes Wohnhaus in Bernburg (Saale) in Sachsen-Anhalt.

## Lage
Das Gebäude befindet sich am nordöstlichen Ende der Friedrichstraße, in einer Ecklage zur nördlich verlaufenden Annenstraße.

## Architektur und Geschichte
Das zweigeschossige Wohnhaus hat ein villenartiges Erscheinungsbild und wurde 1887 als massiver Ziegelbau errichtet. Die Fassaden sind mit Putzdekor versehen. Auf der Nordseite zur Annenstraße hin besteht eine Loggia. Zur Friedrichstraße ist eine mit einem schmiedeeisernen Tor versehene Personenpforte angeordnet. Es besteht außerdem ein kleiner eingefriedeter Vorgarten.
Im Denkmalverzeichnis des Landes Sachsen-Anhalt ist das Wohnhaus unter der Erfassungsnummer 094 60645 als Baudenkmal verzeichnet.